# Troppo lontano
Troppo lontano è un singolo del rapper italiano Mondo Marcio, pubblicato il 18 gennaio 2013 come terzo estratto dal sesto album in studio Cose dell'altro mondo.

## Descrizione
Il significato della canzone è il fatto che una persona deve seguire i propri sogni, e non deve ascoltare le persone che gli dicono che è impossibile realizzarli, che siano essi sconosciuti, pezzi grossi, o addirittura amici o parenti.

## Video musicale
Il video del brano, girato a Las Vegas, è stato reso disponibile il 24 gennaio 2013 in anteprima su Deejay TV. Esso mostra Mondo Marcio percorrere una strada deserta (probabilmente la U.S. Route 66) a bordo di una Chevrolet Camaro, e infine Santa Monica, lungo la costa della California.

## Tracce
1. Troppo lontano – 4:11
2. Solo noi – brano ottenibile acquistando Troppo lontano sull'iTunes Store[2]